# Paula Prendes
Paula Prendes, all'anagrafe Paula Prendes Martínez (Gijón, 21 gennaio 1983), è un'attrice, conduttrice televisiva, giornalista e modella spagnola, nota per aver interpretato il ruolo di Cristina Olmedo nella serie Grand Hotel - Intrighi e passioni (Gran Hotel).

## Biografia
Paula Prendes è nata il 21 gennaio 1983 a Gijón, nelle Asturie (Spagna), da madre Belén Martínez e da padre Miguel Prendes Peláez e ha una sorella che si chiama Lucía Prendes.

## Carriera
Paula Prendes ha intrapreso i suoi studi presso il Collegio pubblico di Cabueñes. Successivamente ha studiato presso l'IES El Piles, sempre nella sua città natale, Gijón. Si è laureata in Comunicazione audiovisiva alla Pontificia Università di Salamanca.

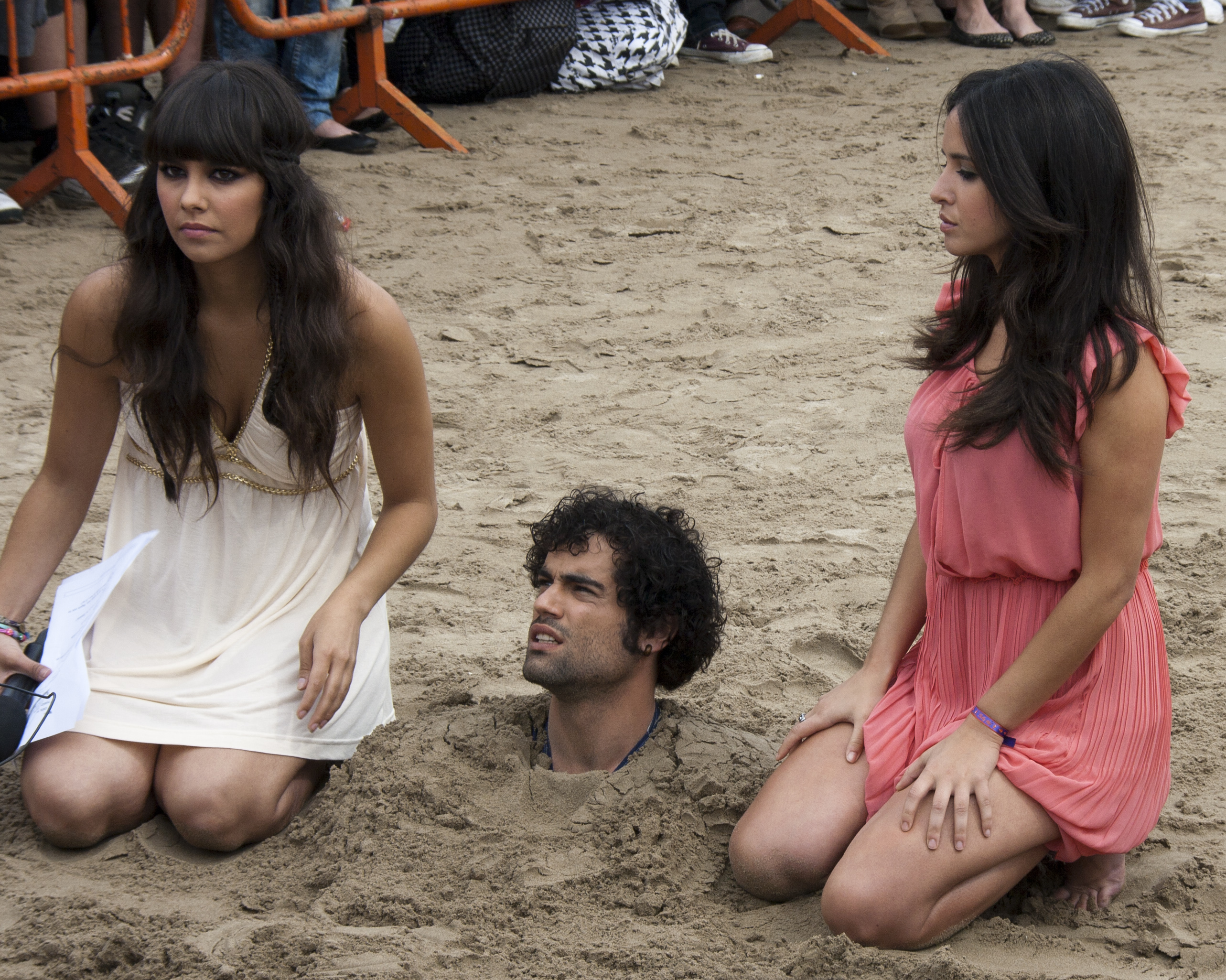
Paula Prendes (a destra) con Cristina Pedroche.

In televisione ha recitato nella serie di Antena 3 Somos cómplices e in quella di Telecinco Becarios e ha partecipato ad altre serie come Bicho malo (nunca muere) e Los hombres di Paco.
Dal 2011 al 2013 ha partecipato alla serie di Antena 3 Grand Hotel - Intrighi e passioni (Gran Hotel) con il ruolo di Cristina Olmedo, la sorella di Julio Olmedo, interpretato da Yon González. Nel 2012 inizia una nuova serie Imperium, lo spin-off di Hispania, la leyenda con Lluís Homar, Nathalie Poza e Ángela Cremonte. Nel novembre dello stesso anno è stata di nuovo sulla copertina della rivista FHM. Nel 2013 ha dato vita a Carolina Jiménez in Gran Reserva: El origin per TVE, prequel della serie Gran Reserva. Dal 2014 al 2015 è stata nella serie B&b, passaparola per la prima serata di Telecinco in cui interpretava il ruolo di Martina. Ad aprile 2018 è stata confermata la sua partecipazione nella terza edizione del programma MasterChef Celebrity.
Dal 2019 al 2021 ha presentato con Boris Izaguirre Prodigios su La 1 per tre stagioni. Nell'ottobre 2019 è entrata a far parte della serie quotidiana Servir y protegger con un ruolo fisso, interpretando Lara Muñoz.

## Filmografia

### Cinema
- Hollywood, regia di Ramón Luque (2010)
- Fuga de cerebros 2, regia di Carlos Therón (2011)
- Enterrados, regia di Luis Trapiello (2017)

### Televisione
- Becarios – serie TV, 1 episodio (2008)
- Bicho malo (nunca muere) – serie TV, 1 episodio (2009)
- Somos cómplices – serie TV, 80 episodi (2009)
- Los hombres de Paco – serie TV, 1 episodio (2009)
- Grand Hotel - Intrighi e passioni (Gran Hotel) – serie TV, 10 episodi (2011-2013)
- Imperium – serie TV, 6 episodi (2012)
- Gran Reserva: El origen – serie TV, 82 episodi (2013)
- Águila Roja – serie TV, 1 episodio (2013)
- Aída – serie TV, 1 episodio (2013)
- B&b, de boca en boca – serie TV, 29 episodi (2014-2015)
- Velvet – serie TV, 3 episodi (2016)
- Víctor Ros – serie TV, 7 episodi (2016)
- Servir y proteger – serie TV, 450 episodi (2019-2021)

## Teatro
- Love Room (2013)
- La madre que me parió (2017)

## Programmi televisivi
- El octavo mandamiento (Localia Televisión, 2008)
- Periodistas FC (La Sexta, 2010)
- Sé lo que hicisteis... (La Sexta, 2010-2011)
- Amigas y conocidas (La 1, 2010-2011)
- Cocineros al volante (La 1, 2015)
- Zapeando (La Sexta, 2017-2019)
- MasterChef Celebrity (La 1, 2018)
- Prodigios (La 1, dal 2019)
- Atrápame si puedes (Telemadrid, 2021)

## Doppiatrici italiane
Nelle versioni in italiano dei suoi film e delle sue serie TV, Paula Prendes è stata doppiata da:
- Martina Felli[9] in Grand Hotel - Intrighi e passioni[10]
- Francesca Manicone in Víctor Ros